# 慈濟大專青年聯誼會
慈濟大專青年聯誼會（Tzu Chi Collegiate Association/Tzu Chi Collegiate Youth Association），簡稱慈青聯誼會，1992年5月31日成立於慈濟臺北分會（今臺北舊分會），是由全世界慈濟青年志工所組成的聯誼會。

## 歷史
1974年開始，一群花蓮師專明道社的同學常常跟隨證嚴法師下鄉訪貧、義診，或為阿公阿婆擦澡、清潔環境；或者帶著便當圍繞在阿公阿婆身邊一起吃飯，撫慰他們寂寞的心靈；又或是發動同學為照顧戶修補破舊的屋頂，堪稱慈青的緣起。
1989年，慈濟志工張子貴考取國立清華大學研究所，便在清華大學校園內舉辦慈濟茶會，將慈濟的理念傳播到校園中。同年12月，張子貴首次以「慈濟列車」模式，舉辦「花蓮靜思精舍參訪之旅」，參加的有清華大學、交通大學師生約三十人。
1991年6月25日至30日，張子貴帶領交大學弟蔡宗宏等人，舉辦第一梯次的「大專青年義工隊」，參加的二十四人，以清華大學、交通大學學生為主。後來證嚴法師將「義工」更名為「志工」，意指志願工作者，抱持著歡喜、感恩之心，盡一己之力全心為他人付出；而志工隊的陸續舉辦，則成為初期培訓慈青人才的搖籃。 
1992年5月31日，「慈濟大專青年聯誼會」（簡稱「慈青聯誼會」）在慈濟臺北分會成立，共有來自全台四十所大專院校一百七十餘名同學生參加，由王端正副總執行長擔任召集人；成立之時，證嚴法師曾以「慈青悲智行，聯誼啟慧根」這句話來勉勵慈青，希望慈青的所作所為，都存乎「悲」心、用以「智」慧；彼此之間、相互扶持（聯誼），以達佛性的增長（啟慧根）。

## 慈青營隊

### 國內營隊
- 青年志工體驗營（2017年轉型為「救將!防救災科學營」，2018年北區、桃園、新竹區聯合復辦）
- 救將!防救災科學營（2017年「青年志工體驗營」停辦，改辦此營隊，年齡層擴及18-35歲年輕人）
- 心靈成長營（2020年轉型為「Life Maker人生創客－大專青年營」）
- 幹部訓練營（2021年轉型為「慈濟青年永續人才領培營」）
- 各區幹部訓練營
- 各區迎新宿營
- 醫院志工隊（花蓮、大林）
- 全球慈青日（年會）
- 海外慈青幹部精進研習營（與全球慈青日合辦）
- 幹部薪傳營
- 各地寒暑期社區營隊
- 各地人文真善美學習營
- 「慈青慈懿暨慈青學長」慈青輔導員研習營

### 海外營隊
- 全美慈青幹訓營
- 海外人文教育交流

## 外部連結
- 慈青網站 （页面存档备份，存于）
- 慈濟大專青年聯誼會的Facebook專頁